# Fernando González (futbolista uruguayo)
Fernando González (Santa Lucía,  Canelones, 26 de septiembre de 1983) es un exfutbolista uruguayo. Debutó en Peñarol en el año 2004. Jugó un año a préstamo en Wanderes en la temporada 2008 2009. Se retiró en Peñarol en el año 2011 en Peñarol Empezó como entrenador de arqueros en el cuerpo técnico de Diego Alonso en Bella Vista, Guaraní de Paraguay y Peñarol. Luego trabajó con Mauricio Larriera en Racing de Montevideo
Trabajó como entrenador de arqueros y en el área de análisis de estadísticas para el cuerpo técnico de Ney Morales en el Racing Club de Montevideo de la Primera División de Uruguay.Trabajó en divisiones juveniles de Liverpool y actualmente se encuentra trabajando como entrenador de arqueros de cuarta y tercera división de Peñarol.

## Trayectoria
Su primer club fue Peñarol de Montevideo, equipo en el que debutó en primera división en el 2004. Luego se fue cedido a Montevideo Wanderers, pero volvió a su club de origen a final de temporada. Se retira del fútbol profesional en el 2011, a los 28 años para pasar a formar parte del cuerpo técnico de Diego Alonso.

## Clubes
| Club               | País    | Año       |
| ------------------ | ------- | --------- |
| Peñarol            | Uruguay | 2004-2007 |
| Wanderers (Cedido) | Uruguay | 2007-2008 |
| Peñarol            | Uruguay | 2008-2011 |

## Palmarés

### Campeonatos nacionales
| Título              | Club    | País    | Año     |
| ------------------- | ------- | ------- | ------- |
| Campeonato Uruguayo | Peñarol | Uruguay | 2009-10 |